# Garra Amarilla (cómic)
Garra Amarilla es un supervillano que aparece en los cómics estadounidenses publicados por Marvel Comics. Creado por el escritor Al Feldstein y el artista Joe Maneely, el personaje apareció por primera vez en Yellow Claw #1 (portada con fecha de octubre de 1956), publicado por Atlas Comics, el predecesor de Marvel en la década de 1950.

## Historial de publicaciones
La serie Yellow Claw narra las aventuras de un agente del FBI chino-estadounidense, Jimmy Woo, y sus batallas contra un mandarín comunista de "Peligro amarillo" conocido solo como Garra Amarilla.El personaje principal era un manqué de Fu Manchú (de hecho, el autor de Fu Manchú, Sax Rohmer, había escrito una novela titulada The Yellow Claw) cuya sobrina nieta, Suwan, estaba enamorada de Woo.
Si bien la breve serie de espionaje que lleva su nombre se publicó sólo en cuatro números (octubre de 1956-abril de 1957),presentó trabajos de personajes tan notables como el escritor Al Feldstein y el artista Joe Maneely (que creó el personaje), Jack Kirby y John Severin, e introdujo personajes que luego se integraron en la continuidad de Marvel Comics.
La influencia de la serie se sintió durante la Edad de plata de las historietas de la década de 1960, cuando el escritor y artista Jim Steranko llevó a Garra Amarilla a la continuidad de Marvel Comics, comenzando con "Nick Fury, Agente de S.H.I.E.L.D." característica en Strange Tales # 160 (septiembre de 1967), que introdujo una versión robot del personaje.A Woo se le reintrodujo el mismo tema y finalmente se unió a la agencia de espionaje S.H.I.E.L.D. en Nick Fury, Agent of S.H.I.E.L.D. # 2 (julio de 1968). La Garra Amarilla real resurgió más tarde, en Capitán América # 164 (agosto de 1973).

## Biografía ficticia
La Garra Amarilla nació hace más de 150 años en China continental. Es a la vez un genio de la bioquímica y un brillante científico e inventor en muchos campos, además de ser un experto en misticismo, alquimia y artes marciales. Garra Amarilla ha formulado elixires que han prolongado su vida, permitiéndole conservar su vitalidad física. Después de sus apariciones en Nick Fury, los artistas lo han representado con un tono de piel amarillento y de aspecto ictérico inusual, posiblemente como un efecto secundario de sus elixires para prolongar la vida.
La Garra Amarilla se ha dedicado a lograr la dominación mundial y suplantar a la civilización occidental. El controla una organización criminal mundial, junto con un equipo de científicos e ingenieros investigadores. En 1942, Garra Amarilla se encontró con Lady Lotus en el barrio chino de Nueva York.En la década de 1950, ayudado por su segundo al mando, el criminal de guerra Nazi Karl von Horstbaden, alias Fritz Voltzmann, la Garra forjó un pacto con líderes Comunistas Chinos, incluido el General Sung, mediante el cual la Garra intentaría conquistar Occidente para China. De hecho, esto era una artimaña y tenía la intención de conquistar el mundo por sí mismo. Sin embargo, Garra fue continuamente frustrado por el agente del FBI Jimmy Woo y traicionado por su único pariente vivo, su sobrina nieta Suwan, a quien no se atrevía a matar.
Finalmente, la Garra Amarilla abandonó los Estados Unidos, colocando a la entrometida Suwan en animación suspendida. Décadas más tarde, después de cortar todos sus vínculos con la República Popular China, la Garra fusionó el espíritu de Suwan con el de la antigua princesa egipcia Fan-le-tamen, con mentalidad conquistadora. Después de que Garra fuera traicionado por la vengativa Suwan, transfirió el espíritu de Fan-le-tamen a sí mismo, lo que hizo que Suwan se desmoronara hasta convertirse en polvo y escapara.Luego, Garra Amarilla participó en la Guerra de los Super-Villanos del Lama Negro, aparentemente matando a su principal rival por la conquista mundial, el Mandarín, y luchando contra el superhéroe Iron Man.Luego él intentó destruir la ciudad de Nueva York utilizando un maremoto, pero su esfuerzo fue frustrado por Nick Fury y el superhéroe adolescente Nova.Un plan posterior para engendrar hijos de varias mujeres genéticamente superiores, luego esterilizar a la humanidad y gobernar el mundo, fue frustrado por el equipo de superhéroes Los Vengadores.La Garra Amarilla volvió a intentar sin éxito destruir la ciudad de Nueva York.Más tarde él nombró a la segunda Madame Hydra como su nueva heredera.

### Robot Garra Amarilla
En algún momento después de los acontecimientos de la década de 1950, una entidad que se cree que es Garra Amarilla envió tropas para invadir la Isla de la Libertad y activar un poderoso dispositivo allí, pero Nick Fury y el Capitán América frustraron sus planes. Sin embargo, se trataba de un robot impostor creado por el Doctor Doom como parte de un juego elaborado y potencialmente destructor del mundo entre Doom y otra de sus creaciones robóticas, el Prime Mover. Los "Suwan" y "Fritz Voltzmann" que acompañaban a este Garra Amarilla también eran robots impostores.
En una historia posterior de Strange Tales, no está claro si este Garra Amarilla es un robot.

### Agentes de Atlasy muerte
Garra Amarilla aparece como un personaje en la miniserie de seis números de Marvel de 2006-2007 Agentes de Atlas. Afirmó que el título "la Garra Amarilla" es en realidad una mala traducción de los caracteres chinos y que su título es en realidad "la Garra Dorada".El reveló que su verdadero nombre era Plan Chu, Khan de una dinastía Mongol secreta, que había elegido a Jimmy Woo como su heredero. Todos sus planes para "conquistar el mundo" tenían el propósito secundario de darle a Woo una amenaza asiática contra la cual luchar y establecer sus credenciales como héroe estadounidense. Sin embargo, el plan no tuvo éxito, ya que Woo simplemente fue ascendido a un trabajo burocrático de escritorio. Desanimado, la Garra estableció la Fundación Atlas. Después de revelarle la verdad a Woo, quien aceptó el papel de Khan para convertir la Fundación Atlas y la dinastía mongol secreta en una fuerza para el bien, Plan Chu, como todos los Khan anteriores, se dejó comer por el Sr. Lao. un poderoso dragón inmortal, asegurando que no pudiera haber dos Khans.

## Poderes y habilidades
Mediante la manipulación de las fuerzas de la magia, Garra Amarilla puede crear ciertos efectos, incluida la reanimación de los muertos. También tiene la capacidad de influir psíquicamente en las percepciones sensoriales de los demás, lo que le permite crear ilusiones extremadamente realistas. Como resultado de la ingestión de elixires químicos, ha extendido su vida; La vida útil prolongada de Garra Amarilla depende de la eficacia continua de sus elixires que prolongan la vida.
Garra Amarilla es un genio extraordinario con amplios conocimientos en diversas ciencias, particularmente en bioquímica y genética. También domina la robótica y tiene un conocimiento considerable de la magia negra. Es un maestro de las artes marciales chinas y un experto combatiente cuerpo a cuerpo.
Garra Amarilla usa una armadura corporal y tiene acceso a varias armas según sea necesario. Tiene acceso a tecnología especializada, incluido un paralizador de identificación que crea esclavos sujetos a su control telepático y un casco de amplificación mental que aprovecha las energías psíquicas de sus esclavos mentales como una fuerza destructiva. También tiene acceso a criaturas gigantescas y horriblemente mutadas de su propio diseño, creadas por biólogos a su servicio.

## Otras versiones
En un universo alternativo a finales de la década de 1950, Garra Amarilla reclutó un equipo de secuaces sobrehumanos y secuestró al presidente Dwight D. Eisenhower. El luchó y fue derrotado por el equipo "Avengers" de la década de 1950.

## Reimpresiones deGarra Amarilla
Algunas de las historias de la serie Yellow Claw se han reimpreso en otras publicaciones.
- Yellow Claw #1
  - "The Coming of the Yellow Claw" – Reimpreso en Giant-Size Master of Kung Fu #1 (septiembre de 1974)
  - "The Yellow Claw Strikes", "Trap for Jimmy Woo" – Reimpreso en Giant-Size Master of Kung Fu #2 (diciembre de 1974)
- Yellow Claw #2
  - "The Trap" – Reimpreso en Marvel Premiere #1 (mayo de 1972; personaje de Phil Kane revisado como Nick Fury) y Giant-Size Master of Kung Fu #3 (marzo de 1975)
  - "Concentrate on Chaos" – Reimpreso en Giant-Size Master of Kung Fu #3 (marzo de 1975)
  - "The Mystery of Cabin 361", "Temujai the Golden Goliath" – Reimpreso en Giant-Size Master of Kung Fu #4 (junio de 1975)
- Yellow Claw #3
  - "The Microscopic Army" – Reimpreso en The Golden Age of Marvel Comics (1997, ISBN 0-7851-0564-6)
  - "UFO, the Lighting Man" – Reimpreso en Marvel Visionaries: Jack Kirby Vol. 1 (2004, hardcover, ISBN 0-7851-1574-9)
- Yellow Claw #4
  - "The Living Shadows" –  Reimpreso en Marvel Visionaries: Jack Kirby Vol. 2 (2006, hardcover, ISBN 0-7851-2094-7)
- Marvel Masterworks: Atlas Era - Black Knight/Yellow Claw reimpresiones Black Knight (1955 Atlas) #1–5 (mayo de 1955-abril de 1956) y Yellow Claw (1956 Atlas) #1–4 (octubre de 1956–abril de 1957) (2 de septiembre de 2009, tapa dura, ISBN 0-7851-3515-4)